# Eclissi solare del 25 febbraio 1914
L'eclissi solare del 25 febbraio 1914 è un evento astronomico che ha avuto luogo il suddetto giorno attorno alle ore 0.13 UTC.
L'eclissi anulare si verifica quando il diametro visivo della luna è più piccolo di quello del sole, quindi questo non può essere completamente coperto.. L'eclissi anulare può essere osservata solo in aree molto piccole, e nella maggior parte delle altre aree può essere osservata come un'eclissi parziale. L'eclissi del 25 febbraio 1914, di tipo anulare, è stata visibile in alcune parti dell'Antartide e della Nuova Zelanda.
L'evento è durato 5 minuti e 35 secondi e l'ombra lunare proiettata sulla superficie terrestre raggiunse una larghezza di 839 km.
L'eclissi aveva una magnitudine di 0,9248 e raggiunse il massimo alle 00:13:01 UTC alle coordinate di 62° S.w. - 113° O.
L'eclissi del 25 febbraio 1914 divenne la prima eclissi solare nel 1914 e la 31° nel XX secolo. L'eclissi solare precedente avvenne il 30 settembre 1913 e la seguente avvenne il 21 agosto 1914.

## Eclissi collegate

### Eclissi solari 1913-1917
Questa eclissi è un membro di una serie semestrale. Gli elementi di tale serie si ripetono all'incirca ogni 177 giorni e 4 ore (un semestre) a nodi alternati dell'orbita lunare. 

### Serie metonica
Il ciclo metonico ripete le eclissi ogni 19 anni (6939,69 giorni), della durata di circa 5 cicli. Le eclissi si verificano quasi nella stessa data di calendario.